# Eldeleklidemirel, Akpınar
Eldeleklidemirel là một xã thuộc huyện Akpınar, tỉnh Kırşehir, Thổ Nhĩ Kỳ. Dân số thời điểm năm 2010 là 46 người.